# Budhagupta
Budhagupta (en sánscrito: बुधगुप्त; c. 476-495) fue un emperador Gupta de la India. Fue el sucesor de Kumaragupta II y el predecesor del Narasimhagupta Baladitya. Era hijo de Purugupta. Mantuvo estrechos vínculos con los gobernantes de reino Kannauj y juntos intentaron gobernar a los hunos de las fértiles llanuras del norte de la India.
La inscripción de la placa de cobre Damodarpur nos informa de que Pundravardhana bhukti (en la actualidad en el norte de Bengala) fue gobernado por sus dos virreyes (Mahararaja Uparika), Brahmadatta y Jayadatta. La inscripción Eran de piedra sobre los pilares de dos hermanos, Matrivishnu y Dhanyavishnu menciona a Budhagupta como su emperador (Bhupati), en virtud de los cuales Maharaja Surashmichandra gobernaba la tierra entre el Yamuna y el Narmada La inscripción de la imagen de Buda encontrada en Mathura está fechada en el reinado de Budhagupta. Esto demuestra que su autoridad se extendió a Mathura, en el norte.